# Краев, Валерий Константинович
Валерий Константинович Краев (1948—2021) — советский и российский деятель правоохранительных и уголовно-исполнительных органов, генерал-лейтенант. Начальник УВД Мурманской области (1988—1997) и ГУВД по Свердловской области (1997—1999).

## Биография
Родился 20 сентября 1948 года в деревне Семисола Моркинского района Марийской АССР.
В 1967 году окончил Сурский технологический техникум. В 1973 по 1976 год обучался в Киевской высшей школе МВД СССР. В 1991 году окончил Академию МВД СССР.
С 1970 года после прохождения действительной военной службы в Советской армии направлен в органы внутренних дел МВД СССР на должность милиционера линейного отдела милиции. С 1976 по 1997 год на оперативных и руководящих должностях в УВД Мурманского облисполкома — УВД Мурманской области на должностях: инспектора, начальника отделения уголовного розыска, заместителя начальника и начальника Первомайского РОВД, заместитель начальника и с 1988 по 1997 год — начальник УВД Мурманского облисполкома — УВД Мурманской области.
С 1997 по 1999 год — начальник ГУВД по Свердловской области. С 1999 по 2007 год служил в уголовно-исполнительной системе Министерства юстиции Российской Федерации в качестве начальника оперативного управления и заместителя начальника Главного управления исполнения наказаний, с 2003 года — первый заместитель директора Федеральной службы исполнения наказаний. С 1999 по 2000 год являлся участником боевых действиях в Дагестане и Чечне. В 2000 году защитил диссертацию на соискание учёной степени кандидат юридических наук по теме: «Противодействие организованной преступности». С 2007 года — вице-президент общероссийской организации «Ассоциация работников правоохранительных органов и спецслужб Российской Федерации».
Скончался 7 марта 2021 года в Москве.

## Награды
- Два Ордена Мужества
- Медаль ордена «За заслуги перед Отечеством» II степени
- Заслуженный работник МВД[3][4].